# تاجیک‌های چین

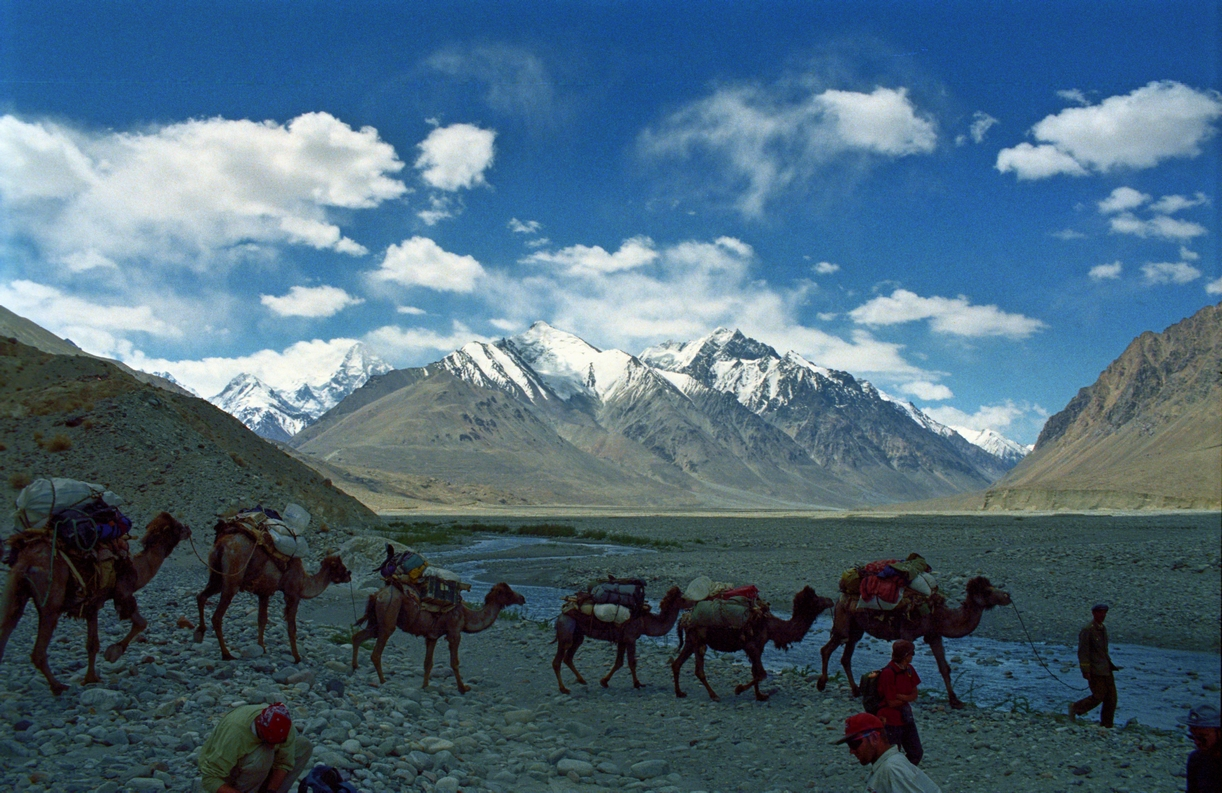
ناحیه تاشکورگان، کشور چین

تاجیک‌های چین (در چینی: Tǎjíkè Zú) گروهی از مردمی ایرانی‌تبار هستند که در خاک چین به‌سر می‌برند. این قوم هرچند در چین تاجیک نامیده می‌شوند اما در واقع هم‌تبار با پامیری‌های تاجیکستان و افغانستان هستند. بیشتر آن‌ها به زبان سریکالی و عده کمتری به زبان وخی سخن می‌گویند که هر دو به گروه زبان‌های پامیری در شاخه زبان‌های ایرانی شرقی تعلق دارند. این قوم یکی از ۵۶ ملیت به رسمیت شناخته شده توسط دولت چین بشمار می‌رود و جمعیتی حدود ۵۰ هزار نفر را شامل می‌شود.

## پیشینه
در متون کهن چینی به این قوم اشاره شده‌است. در سلسلهٔ تانگ تاجیک‌های چین با عنوان «چینا دوا گوتراً» معرفی شده‌اند. برخی‌ها ایشان را از سرزمین هان معرفی کرده‌اند. در این باب افسانه‌ای قدیمی رایج است که ورود ایشان به چین از دورهٔ ازدواج شاهنشاه ایران باستان با ملکه‌ای چینی بوده‌است. در توپراق قلعه و نیز در همان شرق چین آثار و متونی از سده‌های میانه به‌دست آمده که به سکایی میانه یا ختنی مشهورند. زبان آن متون که بیشتر به خط سنسکریت یا چینی نوشته شده‌اند زبانی مرده به حساب می‌آید که از زبان‌های ایرانی شرقی معرفی شده‌است. برخی زبان شناسان زبان امروزی مردم پامیری را بازماندهٔ زبان سکایی میانه یا همان ختنی می‌دانند. اگر اینگونه باشد ایشان همان اقوام سکایی هستند که چندی پیش از میلاد از نواحی شمالی ایران زمین به سوی شمال هند و شرق چین کوچ کردند.

## پژوهش‌های مردم‌شناسی
تاجیک‌های چین بیشتر در منطقهٔ سین کیانگ و تاشکورگان ساکن هستند و پژوهش‌ها نشان داده که از تبار ایرانیان شرقی بوده و بیش از تاجیک‌های تاجیکستان با وخی‌ها و شغنی‌ها خویشاوندی دارند. خصوصیات چهره‌ای و ظاهری تاجیک‌های چین بیشتر شبیه به مردم ایرانی‌تبار است اما در اثر سده‌ها مجاورت و امتزاج با زردپوستان ترک و چینی عده‌ای از آنان چهره‌ای شبیه چینی‌ها را نشان می‌دهند. آورل آستین و برخی دیگر از پژوهشگران ایشان را سریکالی ها قلمداد کرده‌اند. برخی دیگر آن‌ها را تاجیک‌های کوهستانی خوانده و دانشمندانی دیگر همچون رابرت شاو تاجیک‌های چین را نژادی ممزوج از سریکالی و وخی عنوان می‌کنند.البته سریکالی ها و وَخی ها هر دو از تیره های سکایی چین و پامیر اند.

## زبان و مذهب
مردم تاجیک چین در محاورات از زبان‌های متعددی استفاده می‌کنند. دو زبان اصلی کاربردی و بومی ایشان زبان سریکالی و زبان وخی است که هردوی این زبان‌ها از گروه زبان‌های ایرانی و از شاخهٔ جنوب شرقی بشمار می‌روند. این دو زبان پامیری به احتمال زیاد ادامهٔ زبان سکایی ختنی یا همان سکایی میانه‌است. مردم تاجیک چین علاوه بر این زبان‌ها از زبان‌های اویغوری و چینی در محاورات و تجارت نیز بهره می‌برند. هیچ‌کدام از این دو زبان در چین به صورت رسمی زبان کتابت نیست و در تاجیکستان گاهی خط سیریلیک و در چین و پاکستان گاهی خطوط فارسی-عربی و نیز اردو و لاتین برای نگارش بکار برده می‌شود.
جمعیت تاجیک‌های چین را مسلمانان شیعه اسماعیلی به‌ویژه در میان وخی‌ها و سریکالی‌ها تشکیل می‌دهند.

## نگارخانه

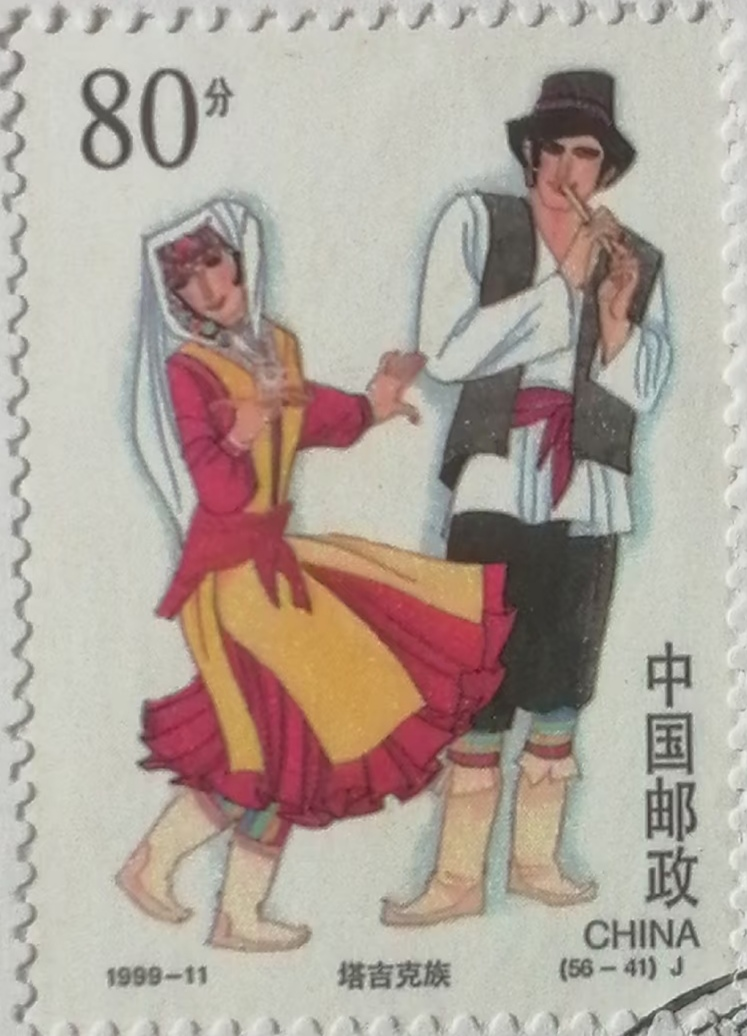
تصویر مردم تاجیک روی تمبرهای پستی چینی به مناسبت پنجاهمین سالگرد جمهوری خلق چین در سال ۱۹۹۹. این مجموعه شامل ۵۶ تمبر است که هر کدام نماینده یکی از ۵۶ گروه قومی رسمی شناخته شده در چین هستند.